# Урочище Бра
Урочище Бра — аномальна місцевість, розташована приблизно за 30 км на північ від Луцька, поблизу села Звози Луцького району Волинської області. Це невелика галявина серед лісу, яка привертає увагу своєю загадковістю та численними легендами.

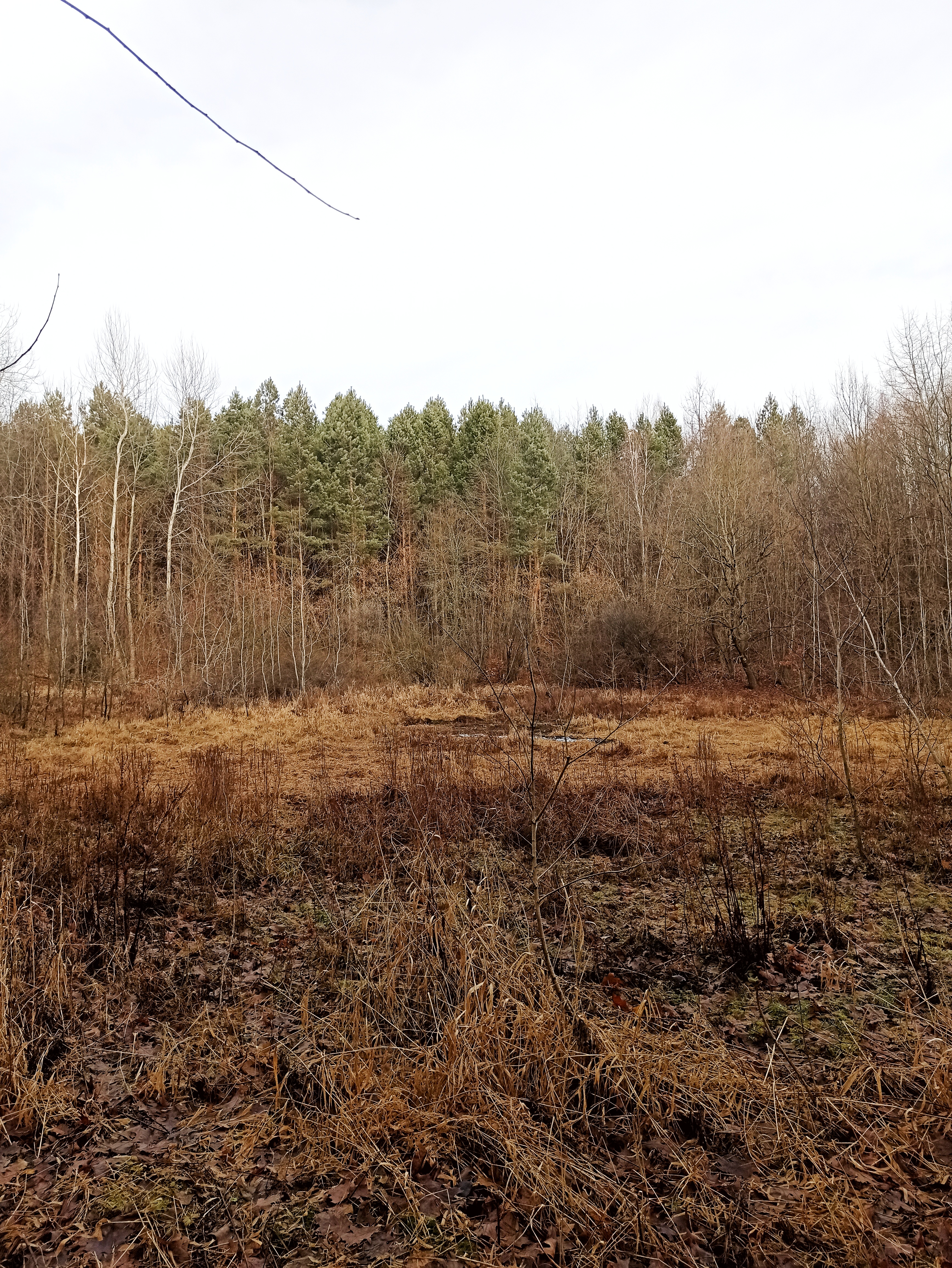
Вид на Урочище Бра, 2025 рік

## Географічне розташування
Урочище Бра знаходиться між селами Звози та Бодячів. Попри близькість до дороги, знайти його непросто: навіть місцеві жителі іноді втрачають орієнтири та обходять урочище, не помічаючи його. На онлайн-картах позначки про урочище часто зникають, що додає місцевості ще більшої таємничості .

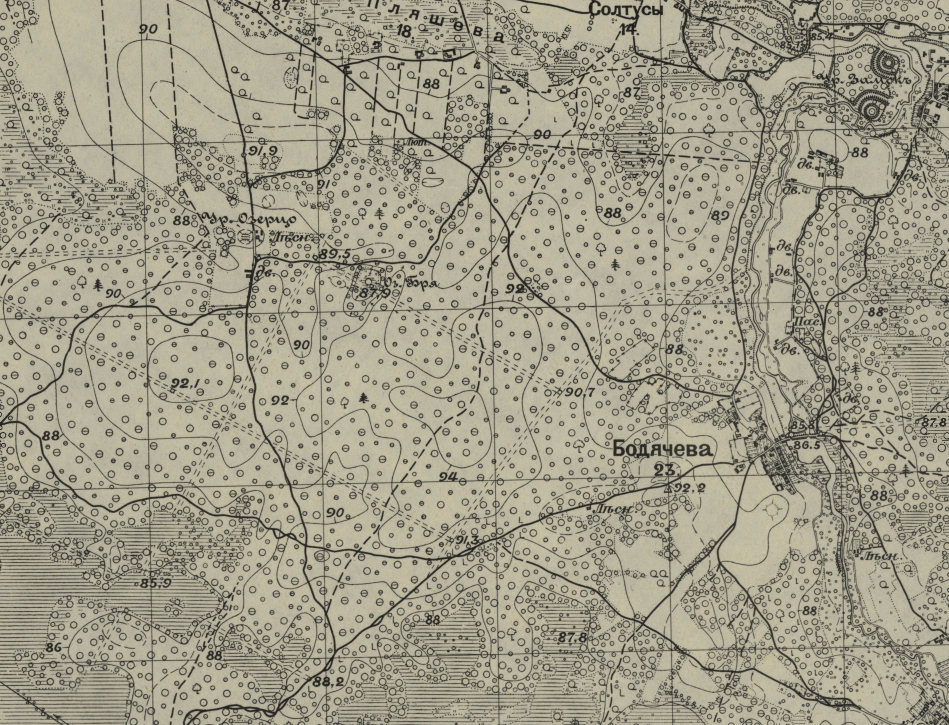
Карта ГШ РККА 1887 року, на якій позначено озеро Бра.

## Легенди та історія
За переказами старожилів, кілька століть тому на місці урочища стояла церква, яка однієї ночі раптово пішла під землю. Існує повір'я, що, якщо лягти на землю в центрі урочища та прикласти вухо до землі, можна почути відлуння церковних дзвонів .
На карті 1855 року, привезеній з бібліотеки Лопатинського в Польщі, зазначено, що на місці сучасного урочища було озеро Бра. Ймовірно, після зникнення церкви на її місці утворилася водойма, яка згодом висохла .

## Аномальні явища
Урочище Бра відоме своїми аномаліями. Тут століттями не ростуть дерева, а компаси втрачають орієнтацію. Місцеві жителі розповідають, що в лісі навколо урочища теплої осені земля раптово вкривається інеєм, а гриби замерзають .
Ті, хто побував у Бра, відзначають незвичайні відчуття та труднощі з його пошуком, навіть якщо урочище знаходиться неподалік від дороги. Деякі відвідувачі повідомляють про відчуття дезорієнтації та втрату орієнтирів під час спроб дістатися до місця .

## Сучасний стан

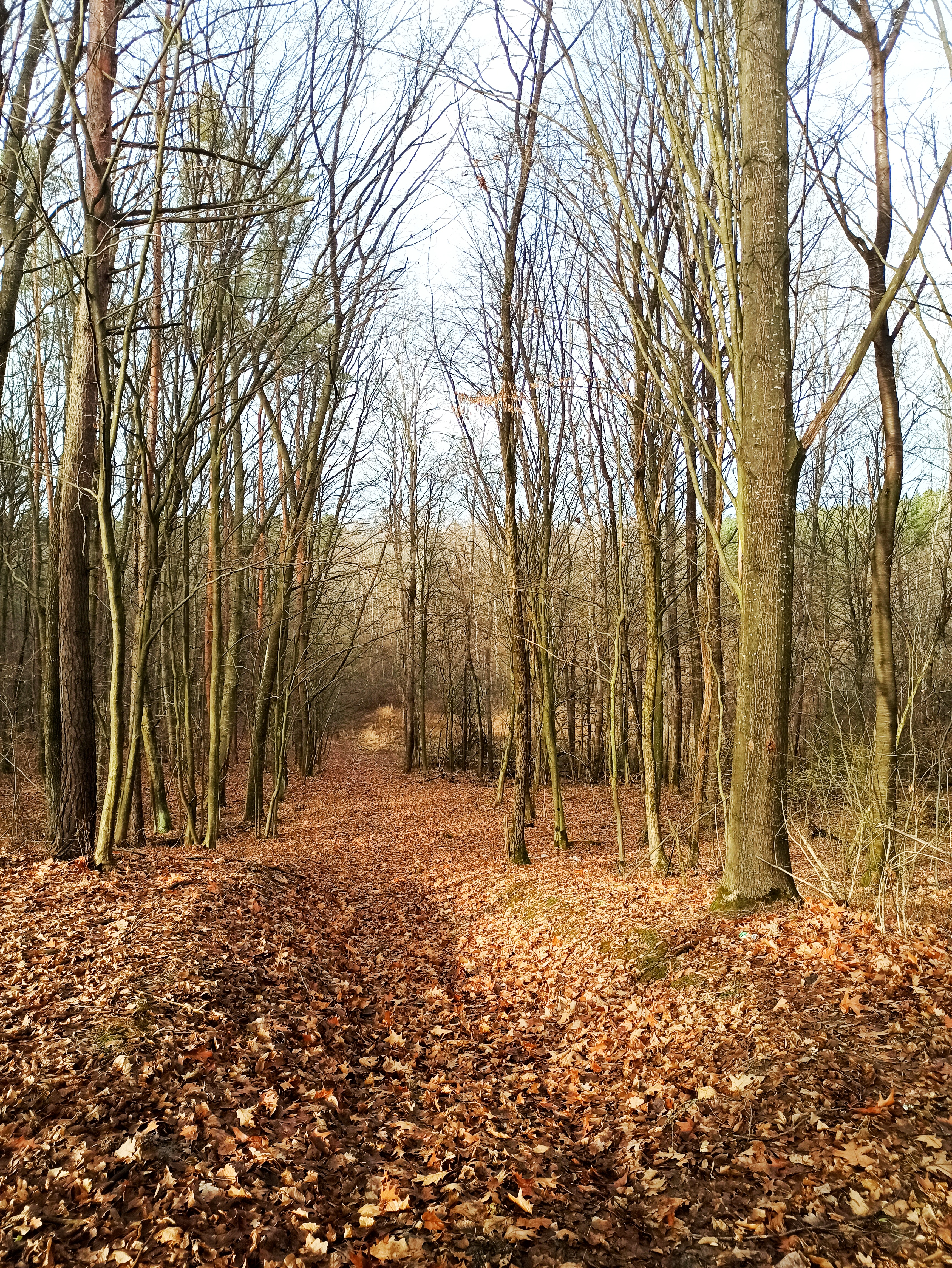
В'їзд в Урочище Бра зі сторони Бодячева

Наразі урочище Бра залишається маловідомим та недослідженим місцем. Попри численні легенди та свідчення про аномальні явища, наукових досліджень цієї території не проводилося. Місцеві жителі та поодинокі туристи відвідують урочище, проте воно не є популярним туристичним об'єктом.  
Урочище Бра продовжує приваблювати тих, хто цікавиться містичними місцями та прагне розгадати його таємниці.